# Памятник Константину Циолковскому (Брисбен)
Памятник Константину Эдуардовичу Циолковскому в Австралии в городе Брисбене был установлен 17 сентября 2007 года, в один день с установлением аналогичного памятника в Боровске (Калужская область), где долгое время жил и работал Циолковский.
Автор памятника — С. Ю. Бычков.
Памятник размещён во дворе планетария имени Томаса Брисбена, одного из исследователей неба в Южном полушарии. Город, в котором установлен памятник, также был назван в его честь.
Дата установки памятника была выбрана не случайно — в этот день праздновался полуторавековой юбилей со дня рождения К. Э. Циолковского.
Памятник был подарен Брисбену международным благотворительным фондом «Диалог культур — Единый мир» в рамках Дней России в Австралии, которые проходили с 1 по 7 сентября 2007 года. Церемония открытия памятника была отложена, чтобы провести её в день рождения основателя космонавтики.
Брисбен был выбран для установки памятника Циолковскому в связи с тем, что этот город является одним из центров русской эмиграции в Австралии. В этом городе регулярно проходят различные мероприятия, так или иначе посвящённые культуре России.

## Описание памятника
Памятник представляет из себя выполненную из бронзы скульптурную композицию, в которую входят полноростовая скульптура самого К. Э. Циолковского и основание памятника, выполненное в виде пня дерева, также отлитого из бронзы.
Циолковский изображён на этом памятнике в простонародной одежде, у него на ногах надеты валенки, а сам он сидит на пне от дерева. Памятник расположен таким образом, что сидящий Циолковский смотрит на обсерваторию памятника.
Особенностью брисбенского памятника, являющегося копией того, который в этот же день был установлен в Боровске Калужской области, является то, что в данном случае позади фигуры учёного не установлена стела в виде взлетающей ракеты, которая входит в установленную в Боровске композицию.
Название у этого памятника также отличается от того, который расположен в Калужской области — он носит название «Мечты сбываются».